# Thuật ngữ tin học
Dưới đây là danh sách các thuật ngữ dùng trong tin học, xếp theo thứ tự chữ cái của các từ tiếng Anh.

## A
| Tiếng Anh                  | Tiếng Việt                                                        | Ghi chú |
| -------------------------- | ----------------------------------------------------------------- | --- |
| abstraction                | (lập trình) trừu tượng hóa                                        | |
| acknowledgement            | (mạng) tin báo nhận                                               | |
| ad-hoc                     | đặc ứng, tùy biến, tình thế.....                                  | thường dùng để chỉ thao tác chỉ được tiến hành trong mục tiêu (hay kết luận) rất đặc thù. Một việc làm ad-hoc trong toán học là một việc làm "từ trên trời rơi xuống" không xuất phát trên nền tảng lý luận vững chắc. Một giải pháp ad-hoc trong CNTT là giải pháp nhất thời chỉ nhằm giải quyết nhanh chóng vấn đề cụ thể, không coi trọng các mục tiêu dài hạn. |
| agent                      | tác tử                                                            | |
| agent-oriented programming | lập trình (định) hướng tác tử                                     | |
| ant algorithm              | thuật toán kiến, thuật toán đàn kiến                              | |
| application layer          | tầng ứng dụng                                                     | |
| array programming          | Lập trình mảng                                                    | |
| artifact                   | nhiễu?                                                            | Chỉ các méo mó sinh ra một cách không mong muốn trong các hệ thống thông tin, VD: blocking artifact (trong nén video dựa trên khối (macroblock), ringing artifact (trong DSP, các phép biến đổi) v.v... |
| artificial intelligence    | (viết tắt: AI) trí tuệ nhân tạo, trí thông minh nhân tạo          | |
| assembler                  | trình dịch cho hợp ngữ (hay ASM)                                  | |
| assembly language          | hợp ngữ                                                           | |
| access control             | (an ninh) kiểm soát truy nhập, (viễn thông) điều khiển truy nhập. | |
| automated reasoning        | lập luận tự động                                                  | |
| autonomous robot           | robot tự hành                                                     | |
| autonomous                 | tự trị, tự chủ, tự quản                                           | |

## B
| Tiếng Anh              | Tiếng Việt                  | Ghi chú |
| ---------------------- | --------------------------- | ------- |
| backpropagation        | truyền ngược                |         |
| Bayesian network       | mạng Bayes                  |         |
| behavior-based         | dựa hành vi (agent)         |         |
| bias                   | độ lệch (xác suất thống kê) |         |
| binary tree            | cây nhị phân                |         |
| bio-inspired computing | tin học phỏng sinh học ???  |         |
| block diagram          | sơ đồ khối, giản đồ khối    |         |
| branching              | rẽ nhánh, phân nhánh        |         |
| brute force search     | tìm kiếm bằng vét cạn       |         |
| brute force attack     | tấn công kiểu vét cạn       |         |

| Mục lục: | Đầu • 0–9 • A B C D E F G H I J K L M N O P Q R S T U V W X Y Z |

## C
| Tiếng Anh                      | Tiếng Việt                                                                     | Ghi chú |
| ------------------------------ | ------------------------------------------------------------------------------ | ------- |
| case-based reasoning           | lập luận (định) hướng tình huống                                               |         |
| checksum                       | giá trị tổng kiểm.                                                             |         |
| class                          | lớp                                                                            |         |
| client-server                  | thân chủ - phục vụ (quá hiếm), khách - phục vụ, khách - chủ (dễ làm hiểu nhầm) |         |
| cognitive model                | mô hình nhận thức                                                              |         |
| cognitive science              | khoa học nhận thức                                                             |         |
| commit                         | (CSDL) cam kết                                                                 |         |
| compiler                       | trình biên dịch                                                                |         |
| component-oriented programming | Lập trình định hướng thành phần (như OLE)                                      |         |
| computational intelligence     | trí tuệ tính toán                                                              |         |
| computer vision                | thị giác máy tính                                                              |         |
| constant                       | hằng                                                                           |         |
| constructor                    | (ngôn ngữ lập trình) tạo tử                                                    |         |
| control flow                   | (luồng) điều khiển                                                             |         |
| cost function                  | hàm chi phí                                                                    |         |
| cryptology                     | mật mã học                                                                     |         |
| customize                      | tùy biến, điều chỉnh theo ý người dùng                                         |         |
| cybernetics                    | điều khiển học                                                                 |         |

| Mục lục: | Đầu • 0–9 • A B C D E F G H I J K L M N O P Q R S T U V W X Y Z |

## D
| Tiếng Anh                  | Tiếng Việt                                                                 | Ghi chú |
| -------------------------- | -------------------------------------------------------------------------- | ------- |
| data mining                | khai phá dữ liệu                                                           |         |
| data structure             | cấu trúc dữ liệu                                                           |         |
| data type                  | kiểu dữ liệu                                                               |         |
| data warehouse             | kho dữ liệu                                                                |         |
| database                   | cơ sở dữ liệu (viết tắt: CSDL)                                             |         |
| dataflow programming       | Lập trình dòng dữ liệu (như các Bản chiết tính(bảng tính) hay spreadsheet) |         |
| datalink layer             | tầng liên kết dữ liệu (mô hình OSI)                                        |         |
| decision tree              | cây quyết định                                                             |         |
| declarative programming    | Lập trình khai báo                                                         |         |
| decode                     | giải mã                                                                    |         |
| defensive programming      | lập trình phòng thủ                                                        |         |
| de-multiplex               | (truyền dữ liệu) phân kênh                                                 |         |
| design pattern             | mẫu thiết kế                                                               |         |
| duplex                     | (viễn thông) song công                                                     |         |
| dynamic programming        | quy hoạch động                                                             |         |
| dynamically typed language | ngôn ngữ định kiểu động                                                    |         |

| Mục lục: | Đầu • 0–9 • A B C D E F G H I J K L M N O P Q R S T U V W X Y Z |

## E
| Tiếng Anh                 | Tiếng Việt                                | Ghi chú                                                                           |
| ------------------------- | ----------------------------------------- | --------------------------------------------------------------------------------- |
| empirical data            | dữ liệu kinh nghiệm???                    |                                                                                   |
| encapsulation             | (lập trình) đóng gói                      |                                                                                   |
| encode                    | mã hóa                                    |                                                                                   |
| encryption                | mật mã hóa                                |                                                                                   |
| error resilience          | Kháng lỗi, bật nảy lỗi, đề phòng lỗi?...  | Chỉ các thiết kế đề phòng lỗi như: NAL trong H.264, Parity check, checksum v.v... |
| event-driven programming  | Lập trình điều khiển theo sự kiện         |                                                                                   |
| evolutionary algorithm    | thuật toán tiến hóa                       |                                                                                   |
| evolutionary computation  | tính toán tiến hóa                        |                                                                                   |
| expectation maximisation  | cực đại hóa mong đợi                      |                                                                                   |
| expert system             | hệ chuyên gia                             |                                                                                   |
| extreme programming       | lập trình cực đoan                        |                                                                                   |
| exterior gateway protocol | giao thức định tuyến ngoại miền/liên miền |                                                                                   |

| Mục lục: | Đầu • 0–9 • A B C D E F G H I J K L M N O P Q R S T U V W X Y Z |

## F
| Tiếng Anh                  | Tiếng Việt                           | Ghi chú |
| -------------------------- | ------------------------------------ | ------- |
| face recognition           | nhận dạng khuôn mặt                  |         |
| facial recognition         | nhận dạng khuôn mặt                  |         |
| finite state machine       | ô-tô-mát hữu hạn                     |         |
| foreign key                | khóa ngoài/ngoại                     |         |
| flow                       | luồng, lưu lượng                     |         |
| flow chart                 | lưu đồ                               |         |
| flow control               | (mạng) điều kiển lưu lượng           |         |
| flow diagram               | lưu đồ, sơ đồ luồng, giản đồ luồng   |         |
| frame                      | (mạng) khung                         |         |
| function-level programming | Lập trình bậc hàm, Lập trình mức hàm |         |
| functional programming     | Lập trình hàm                        |         |
| Fuzzy logics               | logic mờ                             |         |
| Fuzzy system               | hệ mờ                                |         |

| Mục lục: | Đầu • 0–9 • A B C D E F G H I J K L M N O P Q R S T U V W X Y Z |

## G
| Tiếng Anh          | Tiếng Việt                            | Ghi chú |
| ------------------ | ------------------------------------- | ------- |
| game theory        | lý thuyết trò chơi                    |         |
| genetic algorithm  | thuật toán gien, giải thuật di truyền |         |
| genetic programing | lập trình di truyền                   |         |
| global variable    | biến toàn cục                         |         |
| graph              | đồ thị                                |         |
| graph theory       | lý thuyết đồ thị                      |         |

| Mục lục: | Đầu • 0–9 • A B C D E F G H I J K L M N O P Q R S T U V W X Y Z |

## H
| Tiếng Anh                 | Tiếng Việt                 | Ghi chú |
| ------------------------- | -------------------------- | ------- |
| half-duplex               | bán song công, đơn công    |         |
| handwriting recognition   | nhận dạng chữ viết (tay)   |         |
| hash algorithm            | giải thuật băm             |         |
| hash function             | hàm băm                    |         |
| hash table                | bảng băm                   |         |
| hash                      | băm                        |         |
| high-level language       | ngôn ngữ lập trình bậc cao |         |
| host                      | máy chủ                    |         |
| hybrid intelligent system | hệ thống thông minh lai    |         |

| Mục lục: | Đầu • 0–9 • A B C D E F G H I J K L M N O P Q R S T U V W X Y Z |

## I
| Tiếng Anh                   | Tiếng Việt                                                        | Ghi chú |
| --------------------------- | ----------------------------------------------------------------- | ------- |
| image processing            | xử lý ảnh                                                         |         |
| imperative programming      | Lập trình mệnh lệnh                                               |         |
| inductive bias              | độ chệch quy nạp (?)                                              |         |
| inductive logic programming | lập trình logic quy nạp                                           |         |
| inference                   | suy luận                                                          |         |
| information hiding          | che giấu thông tin                                                |         |
| inheritance                 | thừa kế                                                           |         |
| instant                     | thực thể (của lớp)                                                |         |
| instantiate                 | thực thể hóa                                                      |         |
| instruction                 | lệnh, chỉ thị                                                     |         |
| intelligent agent           | agent thông minh, tác tử thông minh                               |         |
| interface                   | giao diện                                                         |         |
| interior gateway protocol   | giao thức nội miền                                                |         |
| internet                    | (không viết hoa chữ i, là viết gọn của internetworking) liên mạng |         |
| Internet Protocol           | giao thức liên mạng, giao thức IP                                 |         |
| Internet Protocol Suite     | bộ giao thức IP, bộ giao thức TCP/IP (TCP/IP)                     |         |
| interpreter                 | trình thông dịch                                                  |         |

| Mục lục: | Đầu • 0–9 • A B C D E F G H I J K L M N O P Q R S T U V W X Y Z |

## K
| Tiếng Anh                    | Tiếng Việt                                       | Ghi chú |
| ---------------------------- | ------------------------------------------------ | ------- |
| k-nearest neighbor algorithm | thuật toán k láng giềng gần nhất (nhận dạng mẫu) |         |
| knowledge base               | cơ sở tri thức                                   |         |
| knowledge representation     | biểu diễn tri thức                               |         |
| knowledge-based program      | hệ thống dựa tri thức (???)                      |         |

| Mục lục: | Đầu • 0–9 • A B C D E F G H I J K L M N O P Q R S T U V W X Y Z |

## L
| Tiếng Anh               | Tiếng Việt                     | Ghi chú |
| ----------------------- | ------------------------------ | ------- |
| latently typed language | xem dynamically typed language |         |
| linear programming      | quy hoạch tuyến tính           |         |
| linearly separable      | phân tách tuyến tính (?)       |         |
| local variable          | biến địa phương                |         |
| logic programming       | lập trình logic                |         |
| loss function           | hàm tổn thất                   |         |
| low-level control       | điều khiển mức thấp            |         |
| low-level language      | ngôn ngữ lập trình bậc thấp    |         |

| Mục lục: | Đầu • 0–9 • A B C D E F G H I J K L M N O P Q R S T U V W X Y Z |

## M
| Tiếng Anh                   | Tiếng Việt                                                         | Ghi chú                  |
| --------------------------- | ------------------------------------------------------------------ | ------------------------ |
| machine code                | mã máy                                                             |                          |
| machine language            | ngôn ngữ máy                                                       |                          |
| machine learning            | học máy                                                            |                          |
| macro                       | macro                                                              |                          |
| maintenance                 | bảo trì                                                            |                          |
| matching problem            | bài toán ghép cặp                                                  |                          |
| medium                      | (mạng) môi trường truyền (dẫn)                                     |                          |
| memory                      | bộ nhớ                                                             |                          |
| memory allocation           | cấp phát bộ nhớ                                                    |                          |
| message passing programming | Lập trình truyền thông điệp                                        |                          |
| method                      | phương pháp, (lập trình) phương thức                               |                          |
| mobile ad-hoc network       | mạng di động đặc ứng, mạng di động tùy biến, mạng di động tình thế | (cách dịch chưa ổn địch) |
| multiplex                   | (truyền dữ liệu) dồn kênh, ghép kênh                               |                          |

| Mục lục: | Đầu • 0–9 • A B C D E F G H I J K L M N O P Q R S T U V W X Y Z |

## N
| Tiếng Anh                   | Tiếng Việt                                        | Ghi chú |
| --------------------------- | ------------------------------------------------- | ------- |
| natural language processing | xử lý ngôn ngữ tự nhiên                           |         |
| nearest neighbor algorithm  | thuật toán láng giềng gần nhất (lý thuyết đồ thị) |         |
| network layer               | tầng mạng                                         |         |
| network segment             | phân đoạn mạng                                    |         |
| neural network              | mạng nơ-ron                                       |         |
| non-linear control          | điều khiển phi tuyến                              |         |

| Mục lục: | Đầu • 0–9 • A B C D E F G H I J K L M N O P Q R S T U V W X Y Z |

## O
| Tiếng Anh                     | Tiếng Việt                            | Ghi chú                                                     |
| ----------------------------- | ------------------------------------- | ----------------------------------------------------------- |
| object-oriented paradigm      | mẫu hình hướng đối tượng              |                                                             |
| object-oriented programming   | lập trình hướng đối tượng             |                                                             |
| optical character recognition | nhận dạng ký tự quang học             |                                                             |
| overfitting                   | quá thích nghi                        |                                                             |
| overriding                    | lấn quyền (lập trình hướng đối tượng) | chép đè lên (một tập tin hay một đoạn thông tin), thay thế. |

| Mục lục: | Đầu • 0–9 • A B C D E F G H I J K L M N O P Q R S T U V W X Y Z |

## P
| Tiếng Anh                       | Tiếng Việt                   | Ghi chú                  |
| ------------------------------- | ---------------------------- | ------------------------ |
| packet-switched                 | chuyển mạch gói              |                          |
| parallel distributed processing | xử lý phân tán song song     |                          |
| parameter                       | tham số                      |                          |
| pattern recognition             | nhận dạng mẫu                |                          |
| peer-to-peer                    | đồng đẳng                    |                          |
| Perceptron                      | Perceptron                   |                          |
| physical layer                  | tầng vật lý                  |                          |
| pipeline programming            | Lập trình ống                | (như dòng lệnh UNIX) ??? |
| planning                        | lập kế hoạch                 |                          |
| point-to-point                  | điểm tới điểm, điểm nối điểm |                          |
| polymorphism                    | đa hình                      |                          |
| post-object programming         | Lập trình hậu đối tượng      |                          |
| presentation layer              | tầng trình diễn              |                          |
| primary key                     | khóa chính                   |                          |
| private key                     | khóa cá nhân, khóa riêng     |                          |
| procedural programming          | lập trình thủ tục            |                          |
| procedure                       | (lập trình) thủ tục          |                          |
| production rule                 | luật dẫn xuất                |                          |
| protocol stack                  | chồng giao thức              |                          |
| protocol suite                  | bộ giao thức, họ giao thức   |                          |
| protocol                        | giao thức                    |                          |
| pseudocode                      | mã giả, giả mã               |                          |
| public key                      | khóa công khai               |                          |

| Mục lục: | Đầu • 0–9 • A B C D E F G H I J K L M N O P Q R S T U V W X Y Z |

## R
| Tiếng Anh                   | Tiếng Việt                                 | Ghi chú |
| --------------------------- | ------------------------------------------ | --- |
| random variable             | (xstk) biến ngẫu nhiên                     | |
| random variate              | (xstk) biến sinh ngẫu nhiên                | a random variable itself with an associated probability distribution on the one hand, and random draws from that probability distribution on the other, in particular when those draws are ultimately derived by floating-point arithmetic from a pseudorandom sequence. |
| reasoning under uncertainty | lập luận không chắc chắn                   | ?? |
| record                      | bản ghi                                    | |
| recursion                   | đệ quy                                     | |
| reflective programming      | Lập trình phản xạ                          | |
| reinforcement learning      | học tăng cường                             | |
| render                      | (đồ họa) kết xuất                          | |
| requirements analysis       | phân tích yêu cầu                          | |
| residual                    | dư thừa?                                   | Chỉ các tín hiệu sinh ra khi trừ hai khung hình (residual frame) hay hai block (residual macroblock) trong mã hóa video (MPEG-4, H.264 etc...). Quá trình sinh ra các tín hiệu dư thừa gọi là motion compensation                                                        |
| reverse engineering         | kỹ nghệ ngược                              | |
| robotics                    | rô-bô học.                                 | |
| round-trip time             | thời gian khứ hồi, thời gian đợi trọn vòng | |
| route                       | tuyến, định tuyến                          | |
| router                      | thiết bị định tuyến, router                | |
| rule-based system           | hệ thống dựa luật                          | |
| rule-based reasoning        | lập luận theo luật                         | |

| Mục lục: | Đầu • 0–9 • A B C D E F G H I J K L M N O P Q R S T U V W X Y Z |

## S
| Tiếng Anh                    | Tiếng Việt                                   | Ghi chú           |
| ---------------------------- | -------------------------------------------- | ----------------- |
| scalar programming           | Lập trình vô hướng                           |                   |
| scheduling                   | lập lịch, lên lịch, điều phối                |                   |
| search engine                | động cơ tìm kiếm, máy tìm kiếm dữ liệu.      |                   |
| secondary key                | khóa phụ                                     |                   |
| semantics                    | ngữ nghĩa                                    |                   |
| semi-supervised learning     | học nửa giám sát                             |                   |
| server                       | máy (cung cấp) dịch vụ, chương trình phục vụ |                   |
| session layer                | tầng phiên                                   |                   |
| simplex                      | (tối ưu hóa) đơn hình                        |                   |
| simulated annealing          | luyện thép                                   |                   |
| soft computing               | tính toán mềm                                |                   |
| software agent               | tác tử phần mềm                              |                   |
| software engineering         | kỹ nghệ phần mềm, công nghệ phần mềm         |                   |
| specification                | đặc tả                                       |                   |
| speech recognition           | nhận dạng tiếng nói                          |                   |
| spider                       | nhện, bọ tìm kiếm                            |                   |
| statically typed language    | ngôn ngữ định kiểu tĩnh                      |                   |
| strategic planning           | lập kế hoạch, lập phương án                  |                   |
| stream                       | dòng                                         |                   |
| strong typing                | định kiểu mạnh                               |                   |
| structural programming       | lập trình cấu trúc                           |                   |
| subject-oriented programming | Lập trình hướng chủ thể                      |                   |
| supervised learning          | học có giám sát                              |                   |
| support vector machine       | máy vector hỗ trợ                            |                   |
| swarm intelligence           | trí tuệ bầy đàn (?)                          |                   |
| symbolic logic               | lôgic ký hiệu                                |                   |
| symbolic programming         | Lập trình ký hiệu                            | (như Mathematica) |
| symbolic reasoning           | lập luận ký hiệu                             |                   |
| syntactic                    | cú pháp                                      |                   |

| Mục lục: | Đầu • 0–9 • A B C D E F G H I J K L M N O P Q R S T U V W X Y Z |

## T
| Tiếng Anh                  | Tiếng Việt                                     | Ghi chú                    |
| -------------------------- | ---------------------------------------------- | -------------------------- |
| table-oriented programming | Lập trình định hướng bảng                      | (như FoxPro của Microsoft) |
| training data              | dữ liệu huấn luyện                             |                            |
| transport layer            | tầng giao vận                                  |                            |
| Turing test                | Turing test, thử thách Turing, phép thử Turing |                            |
| transparency               | xuyên dụng, tính trong suốt                    |                            |
| trigger                    | trình kích hoạt                                | trong cơ sở dữ liệu        |

| Mục lục: | Đầu • 0–9 • A B C D E F G H I J K L M N O P Q R S T U V W X Y Z |

## U
| Tiếng Anh                | Tiếng Việt               | Ghi chú |
| ------------------------ | ------------------------ | ------- |
| unsupervised learning    | học không có giám sát    |         |
| unstructured programming | lập trình không cấu trúc |         |

| Mục lục: | Đầu • 0–9 • A B C D E F G H I J K L M N O P Q R S T U V W X Y Z |

## V
| Tiếng Anh               | Tiếng Việt                                    | Ghi chú |
| ----------------------- | --------------------------------------------- | ------- |
| value-level programming | Lập trình bậc giá trị, Lập trình mức giá trị. |         |
| variable                | biến                                          |         |
| virtual method          | phương thức ảo                                |         |
| virtual reality         | thực tại ảo, thực tế ảo                       |         |

| Mục lục: | Đầu • 0–9 • A B C D E F G H I J K L M N O P Q R S T U V W X Y Z |

## W
| Tiếng Anh        | Tiếng Việt     | Ghi chú |
| ---------------- | -------------- | ------- |
| weak typing      | định kiểu yếu  |         |
| wireless network | mạng không dây |         |

| Mục lục: | Đầu • 0–9 • A B C D E F G H I J K L M N O P Q R S T U V W X Y Z |